# Малое Семёново
Малое Семёново — опустевшая деревня в Кимрском районе Тверской области. Входит в состав Ильинского сельского поселения.

## География
Находится в юго-восточной части Тверской области на расстоянии приблизительно 27 км на запад-северо-запад по прямой от районного центра города Кимры в левобережной части района.

## История
Известна была с 1628 года деревня Малое Сменово с 18 дворами. В 1859 году здесь (деревня Корчевского уезда Тверской губернии) был учтен 21 двор.

## Население
Численность населения: 100 человек (1780-е годы), 195 (1859 год), 1 (русские 100 %) в 2002 году, 0 в 2010.